# 特殊蝶番レ号
特殊蝶番レ号（とくしゅちょうつがいレごう）または特殊蝶番試作レ号（とくしゅちょうつがいしさくレごう）は、第二次世界大戦中に横浜工業専門学校（現在の横浜国立大学工学部の前身）で開発中だった、初めて飛行した日本製ヘリコプターである。開発呼称の「特殊蝶番」とは、開発の核心がローターのハブであったことに由来する。

## 概要
1944年（昭和19年）春、当時既にドイツやアメリカなどで実用化されつつあったヘリコプター開発に刺激を受けた日本陸軍の依頼により、横浜工業専門学校の廣津萬里（ひろつ まさと）教授を中心に航空工学科の学生達およそ20 - 40名が協力して開発が始まった。製作には陸海軍のほか、カ号観測機を製造していた萱場製作所も協力していた。

## 試作一号機の構造
レ号は1人乗りである。試作一号機は初のヘリコプターということもあり、実用性の低い、実験的性格の強い機体であった。資材不足のため胴体フレームやローターブレードは木製であった。胴体フレームの横幅は人間1人分しかなく、剥き出しで外皮で覆われていなかった。
レ号は双ローター方式である。外形を前から順に記述すれば、メインローターの駆動装置、その上に4翅メインローター1つ、駆動装置を挟んで胴体中央部の両脇に空冷ガソリンエンジン2基、燃料タンクが配され、その背後に操縦席がある。さらに後方にテイルブーム、そしてテイルブーム上面に配された小型の4翅テイルローター1つがあった。このテイルローターはメインローターの約半分の直径であった。
空冷ガソリンエンジンの前部には直径50 cm、8枚羽、毎分3000回転の強制冷却ファンがついていた。この強制冷却ファンは輪状のカバーに覆われており、機体の両脇にそのカバーが露出していた。
レ号の持つ双ローター方式はかなり変則的である。メインローターは揚力を担い、機体の姿勢制御はテイルローターが担っていた。さらにテイルローターは揚力の一部を生み出した。動力は機体中央のエンジンからシャフトにより伝達し駆動する。テイルローターは尾部の上面に配され、やや斜め前方左に回転軸が傾いて付いていた。テイルローターはメインローターと逆向きに回転し、メインローターから発生するアンチトルク（機体をローターとは逆向きに回転させる力）を相殺した。
メインローター主柱後方に操縦席があった。操縦席前部に計器パネルがあり、頭上には頭部保護の為に、透明な覆いがついていた。
機体は、斜め前方の補助輪2個と、中央の固定式の主車輪2個と、後尾の尾輪1個によって支えられた。
現存する数少ない写真には1段下がった三角の台が見られる。これは機体前方に突き出た、ローター回転試験における性能測定用の出力軸を支える為の作業台である。

## 開発
回転翼機のローター基部はヘリコプター技術の核心であり、開発は困難を極めた。大戦末期の工業技術力の低下（学生達自身が加工した）や良質な素材の不足（不発焼夷弾の弾殻の軟鉄を叩いて加工した）から、粗悪な部品による破損に苦しみながらも試行錯誤を繰り返し、作業開始から半年後の1944年7月頃に試作一号機が完成した。海軍から派遣された根本技手を操縦手にして飛行試験が開始された。一回だけ数十cm浮上し、数十m前進したことがあったという。
1944年7月20日、ローター回転試験中に、突然機体が30 cmほど浮き上がった。慌ててエンジンの出力を絞って着地したところ、横風に煽られて機体は左に横転、試作一号機は大破した。負傷者は無かったものの、機体の破損は激しく修理は不可能であった。
その後ただちに試作二号機の製作が開始されたが、1945年（昭和20年）に入ると空襲が激化し、開発は遅れ、試作二号機がほぼ完成したところで終戦となった。終戦の3日後となる1945年8月18日、機体は学校の敷地に埋められ、資料の大半も学生達の手で焼却処分された。結局、この国産ヘリコプターは本格的に飛行することなく、その性能は未知数のまま終わった。
終戦一ヶ月後の1945年9月、横浜伊勢佐木町にアメリカ陸軍のシコルスキーR-6ヘリコプターが飛来し、レ号の開発に携わった学生達がこれを感動と羨望の目で眺めたというエピソードが残っている。

## 連翅蝶番
レ号のメインローター基部には、ヒンジを設けるだけでなく、前進時にローターに発生する揚力の不均衡を自動的に補整し回転面の傾きを抑える、「連翅蝶番（れんしちょうばん）」と呼ばれる機構を備えていた。これはブレードが浮き上がると、その動きが油圧を介して、自らとその後に続くブレードの迎え角を自動的に小さくする仕組みであった。

## 操縦方法
本機は試作型の回転翼機であるが、操縦には固定翼機と同じく、スティックとフットバーで操作する。操縦席に操縦士が座り、右手は操縦桿、左手は出力調整（スロットル）レバー、両足はフットペダルを操作した。
機体の左右移動は操縦桿を左右に傾ける。この動きがワイヤーを介してメインローターの回転面を左右に傾けた。これにより、推力が偏向し機体が左右に移動した。
機首の向きの変更はフットペダルを左右に踏み込み、ワイヤーを介して、テイルローターの回転面を左右に傾けることで行われた（ヨーイング制御）。
前進は操縦桿を手前に引き、ワイヤーを介して、テイルローターのブレードの迎え角を大きくする事で、尾部の揚力が増し、機体全体が前傾姿勢をとることで、メインローター回転面が前方に傾き、メインローターから発生している揚力の分力が前方への牽引力となる事で行われた（ピッチング制御）。
メイン・テイルの両ローターの回転数の増減は、操縦席左にある1本の出力調整レバーを前後に動かすことによって行われた。

## メインローターとテイルローター
メインローター（最大毎分260回転）から発生するアンチトルクを打ち消すためにテイルローター（最大毎分420回転）はメインローターと逆向きに回転した。テイルローターの直径はメインローターの約半分と小さいため、メインローターの1.6倍の回転数であった。しかしそれだけでは不足するカウンタートルクを補うために、テイルローター基部の回転軸を進行方向左に20度近く傾けて、テイルローターから発生する揚力の分力をカウンタートルクの代わりとした。このことから本機は双ローター方式とシングルローター方式の中間的な性格を持つ機体であった。

## エンジン
100 hp級のエンジンの入手が困難だったため、1基あたり55 hpの高速度機関工業製「K-60型航空発動機」を胴体中央部両脇に2基、Vベルトとギアを用いて連結して搭載していた。しかし機構が複雑になる上、実用機とするにはこれでも出力不足であった。

## 試作二号機
試作二号機は試作一号機とは形態が大きく異なり、全くの別機であった。機体は鋼管枠組となり、操縦席は機体最前部に移り、より強力な石川島飛行機製「IK2A」エンジン（100 hp）を搭載し、メインローターは3翅となり、連翅蝶番は油圧を利用しないものになる予定だった。エンジンと強制冷却ファンは胴体中央部内に収められた。実用性は大きく向上し、その形態は現代のヘリコプターとほぼ同じであった。
テイルローターは当初は試作一号機と同じく回転面が上方を向く、変則的な双ローター方式であったが、入手したシコルスキーの資料の影響により、途中（昭和20年4月頃）から通常のシングルローター方式（テイルローターが尾部側面に付く方式）に設計が改められた。
実物大模型が作られ風洞実験などが行われたが、実機は終戦により未完に終った。

## 諸元
（試作一号機諸元）
- 全長: 13.30 m（メインローター先端からテイルローター後端まで）
- 全幅: 3.60 m（転等防止用スキッド先端まで）
- 全高: 2.47 m（メインローター、テイルローターを除く）
- 自重: 633 kg
- メインローター直径: 8.5 m
- テイルローター直径: 4.5 m
- 発動機: K-60型航空発動機（KO-60型航空機発動機）×2基
- 発動機型式: 空冷倒立直列4気筒
- 出力: 110 hp（2基合計）